# HTTP 301
HTTP statusni kod 301 Moved Permanently se koristi za trajno preusmeravanje, odnosno trenutne veze će biti ažurirane novom URL adresom iz Location polja HTTP odgovora 301. 

Ovaj statusni kod treba da se koristi sa zaglavljem lokacije. Specifikacija HTTP/1.1 ( 2616) propisuje da:
- Ako klijent ima mogucnost izmena veza, treba da ažurira sve reference ka URI zahteva.
- Odgovor može biti keširan.
- U slučaju da metod zahteva nije bio HEAD, entitet bi trebalo da sadrži kratku hipertekst poruku sa hipervezom ka novom URI.
- Ako je statusni kod 301 primljen kao odgovor zahtevu koji je drugačijeg tipa od GET ili HEAD, klijent mora da pita korisnika pre preusmeravanja.

## Primer
Zahtev klijenta:
```
GET /index.php HTTP/1.1
Host: www.example.org

```

Odgovor servera:
```
HTTP/1.1 301 Moved Permanently
Location: http://www.example.org/index.asp

```

### Pretraživači
Google predlaže korišćenje 301 preusmeravanja da se promeni URL stranice kako je prikazana u rezultatima pretraživača.

## Spoljašnje veze
- Lista HTTP statusnih kodova
- Definicije HTTP statusnih kodova